# Берд-Юрт
Берд-Юрт (ингуш. Берд-Юрт) — село в Сунженском районе Республики Ингушетия.
Образует муниципальное образование сельское поселение Берд-Юрт как единственный населённый пункт в его составе.

## География
Село расположено на правом берегу реки Асса, в 15 км к юго-востоку от районного центра — город Сунжа и в 42 км к северо-востоку от города Магас.
Ближайшие сёла: на западе — станица Нестеровская, на северо-западе — город Сунжа, на северо-востоке — село Серноводское, на востоке — станица Ассиновская, на юго-востоке — село Бамут и на юге — село Чемульга.
В селе всего 17 улиц, 15 из которых именуются «линиями» по причине того, что им ещё не дали названия.

## История
Село названо в честь исторического поселения Берд-Юрт находившегося в девяти километрах от современного. Исторический Берд-Юрт основан офицером милиции Бердом Мамиевым (Кориговым) в начале XIX века.
Современный населённый пункт был основан в апреле 1999 года и первоначально был предназначен для проживания вынужденных переселенцев, лишившихся крова в Чечне и пожелавших остаться в Республике Ингушетия. Для них в новом селе были выделены земельные участки. Программу строительства поддержали международные гуманитарные организации. При содействии Датского Совета по беженцам, здесь было выстроено 70 кирпичных домов. Преимущественно население состоит из бывших беженцев из Чеченской Республики, для которых поначалу были установлены вагончики для временного проживания, после чего семьи разъехались на выданные им участки, каждый площадью 1000 м².

## Население
| 2010  | 2011 | 2012 | 2013 | 2014  | 2015  | 2016  |
| ----- | ---- | ---- | ---- | ----- | ----- | ----- |
| 328   | →328 | ↗337 | ↘333 | ↗349  | ↗356  | ↗364  |
| 2017  | 2018 | 2019 | 2020 | 2021  | 2023  | 2024  |
| ↗375  | ↗392 | ↗410 | ↗431 | ↗1138 | ↗1156 | ↗1167 |
| 2025  |      |      |      |       |       |       |
| ↗1176 |      |      |      |       |       |       |

Национальный состав
По данным Всероссийской переписи населения 2010 года:
| № | Национальность | Численность, чел. | Доля    |
| - | -------------- | ----------------- | ------- |
| 1 | ингуши         | 281               | 85,67 % |
| 2 | чеченцы        | 45                | 13,72 % |
| 3 | другие         | 2                 | 0,61 %  |

## Тейпы
Тейповый состав села
- Мелхий (Амриевы, Хараевы, Эльдукаевы, Кангиевы, Бадурговы, Акаевы, Байсагуровы, Эдельхановы (Эльдихановы), Джакаловы, Карсамовы, Терхоевы, Исаевы, Мовсаровы, Магомаевы, Хамзатовы)
- Баркинхой (Гадоборшевы, Точиевы)
- Орстхой (Булгучевы, Гандалоевы, Ганиевы, Мержоевы, Джанаргалиевы)
- Цорой (Батыровы, Ганижевы, Героевы, Батыговы, Батажевы, Зангиевы)
- Евлой (Акиевы, Арсамаковы, Евлоевы, Гелисхановы, Измайловы, Куркиевы)
- Пуввой (Мархиевы)
- Аккий (Имагомаевы, Солдаевы, Кагермановы, Закриевы)
- Мецхалой (Татриевы)
- Кортой (Долаковы, Картоевы)
- Жайрахой (Льяновы, Хаматхановы)
- Хамхой (Бекбузаровы)
- Орцхой (Батаевы, Яндиевы)
- Таргимхой (Бековы, Мальсаговы, Угурчиевы)
- Дишний (Дышниевы)
- Торшхой (Торшхоевы)
- Гягахой (Сапралиевы)
- Шонхой (Дарбазановы, Хашакиевы)
- Оздой (Оздоевы)
- Тумгой (Теркакиевы, Куркиевы)
- Эгахой (Аушевы)
- Костой (Костоевы)

## Инфраструктура
В селе функционируют начальная школа, медпункт и сельская администрация.
Поначалу в селе не было ни воды, ни газа, ни электричества. Позднее было подключено электричество, а вода была привозная. Для дополнительных нужд использовалась вода из реки Чемульга, которую местные жители называют «Желтушка» за её жёлтый оттенок в тёплое время года. Спустя пару лет обустроили газоснабжение и пробурив скважину, обеспечили водой часть села. По причине того, что водонапорные башни были сконструированы неправильно и остались стоять как смотровые площадки, треть села в летнее время остаётся без воды, что является весьма проблемным фактором для населения.